# Dogona Boborgou Saba
Dogona Boborgou Saba (auch: Boborgou Saba, Dogana, Dogona, Ouro Sawabé) ist ein Dorf in der Landgemeinde Torodi in Niger.

## Geographie
Das von einem traditionellen Ortsvorsteher (chef traditionnel) geleitete Dorf liegt an der Staatsgrenze zu Burkina Faso auf einer Höhe von 250 m. Es befindet sich rund 82 Kilometer westlich des urbanen Zentrums von Torodi, des Hauptorts der gleichnamigen Landgemeinde und des gleichnamigen Departements Torodi, das zur Region Tillabéri gehört. Zu den Siedlungen in der näheren Umgebung von Dogona Boborgou Saba zählen Kokoloko und Déba im Norden, Kakou im Nordosten sowie Kodjaga im Osten.
Das Dorf ist Teil der Übergangszone zwischen Sahel und Sudan. Die durchschnittliche jährliche Niederschlagsmenge beträgt hier zwischen 500 und 600 mm. Das Waldgebiet von Dogona, Kodjaga und Djoga erstreckt sich über eine Fläche von 50.000 Hektar.

## Geschichte
Die Region Tillabéri und insbesondere das Departement Torodi waren ab 2019 verstärkt der Gefährdung durch nichtstaatliche bewaffnete Gruppen ausgesetzt. Diese äußerte sich in Angriffen, Morden, Entführungen, Plünderungen und Einschüchterungen. Dogona Boborgou Saba gehörte zu den Dörfern, aus denen deswegen Anfang 2021 Menschen flüchteten.

## Bevölkerung
Bei der Volkszählung 2012 hatte Dogona Boborgou Saba 622 Einwohner, die in 82 Haushalten lebten. Bei der Volkszählung 2001 betrug die Einwohnerzahl 1463 in 155 Haushalten.

## Wirtschaft und Infrastruktur
Im Dorf wird ein Wochenmarkt abgehalten. Der Markttag ist Donnerstag. Dogona Boborgou Saba ist neben Kiki, Niakatiré und Tamou eines der Hauptproduktionsgebiete für Gummi arabicum in der Region Tillabéri. Es werden Rinder für die Milchproduktion gehalten. Mit einem Centre de Santé Intégré (CSI) ist ein Gesundheitszentrum vorhanden. Es gibt eine Schule. In Dogona Boborgou Saba endet die 90 Kilometer lange Route 646, eine einfache Piste, über die der Gemeindehauptort Torodi erreicht wird.